# 県民の森
県民の森（けんみんのもり）は、日本の各都道府県により設けられた自然を生かした施設である。都・道・府においてはそれぞれ都民の森、道民の森、府民の森と呼ぶ。
市町村が設置・運営するものは「市民の森」と呼ばれる。

## 概要
各地方自治体それぞれの条例によって設置され運営されているもので、都道府県民・市町村民の森林への理解、レクレーション、保全、育成、活用、森林振興など複合的な目的のために設けられている。多くはレクレーションの場として広く活用親しまれ、家族や学校などで自然に親しむ、自然を体験するなどキャンプ場なども備え楽しめる場となっている。また現在の環境問題の見地から自然への理解や保全に役立つ施設と考えられる。
1970年代から2000年代にかけて、自然保護のため日本全国各地で設けられている。都道府県民の森は、観光・行楽に関するウェブサイトなどで紹介・案内される。ここで一覧に示される都道府県民の森は、それぞれの都道府県の住民や市民でなくとも誰でも利用できる。
また類似の施設として、一部の国営と自治体の運営による「森林公園」がある。

## 一覧

### 北海道・東北
- 北海道立道民の森（石狩郡当別町･樺戸郡月形町）
- 青森県民の森 梵珠山（青森市・五所川原市）
- 岩手県県民の森（八幡平市松尾寄木）
- 宮城県県民の森（宮城郡利府町・仙台市宮城野区）
- 秋田県県民の森（仙北市田沢湖）
- 山形県県民の森（山形市・山辺町）
- ふくしま県民の森（福島県安達郡大玉村玉井字長久保）- 「フォレストパークあだたら」の愛称がある[1]。

### 関東
- 栃木県県民の森（矢板市長井）
- 茨城県民の森（那珂市戸）- 茨城県植物園内に所在[2]
- 茨城県水郷県民の森（潮来市島須・大生）
- 千葉県立内浦山県民の森（鴨川市内浦）
- 千葉県立清和県民の森（君津市豊英・奥米）
- 千葉県立東庄県民の森（香取郡東庄町小南）
- 千葉県立大多喜県民の森（夷隅郡大多喜町大多喜）
- 千葉県立船橋県民の森（船橋市大神保町）
- 埼玉県県民の森（秩父郡横瀬町）
- 東京都檜原都民の森（西多摩郡檜原村）
- 東京都奥多摩都民の森（西多摩郡奥多摩町境）
- 神奈川県表丹沢県民の森（秦野市）
- 神奈川県東丹沢県民の森（愛甲郡清川村）
- 神奈川県西丹沢県民の森（足柄上郡山北町）
- 神奈川県高麗山県民の森（大磯町高麗山）

### 中部
- 新潟県妙高山麓県民の森（妙高市杉野沢）
- 新潟県見附杉沢の森（見附市杉沢町）
- 新潟県青少年の森（胎内市大字夏井）
- 新潟県五頭県民の森（阿賀野市大字村杉・阿賀町大字中ノ沢）
- 県民公園頼成の森（富山県砺波市頼成）
- 石川県県民の森（加賀市山中温泉杉水町）[3]
- 長野県美ヶ原県民の森（松本市入山辺）
- 長野県大平峠県民の森（飯田市・南木曽町）
- 長野県戸隠森林植物園（長野市戸隠）
- 静岡県県民の森（静岡市葵区岩崎穴沢）[4]
- 愛知県民の森（新城市名越）

### 近畿
- 府民の森ひよし（京都府南丹市日吉町字天若小字上ノ所）
- 三重県民の森（三重郡菰野町）[5]
- 大阪府：大阪府民の森が9園指定されている。金剛生駒紀泉国定公園にある。
  - 大阪府民の森 くろんど園地
  - 大阪府民の森 ほしだ園地
  - 大阪府民の森 緑の文化圏むろいけ園地
  - 大阪府民の森 くさか園地
  - 大阪府民の森 ぬかた園地
  - 大阪府民の森 なるかわ園地
  - 大阪府民の森 みずのみ園地
  - 大阪府民の森 ちはや園地
  - 大阪府民の森 ほりご園地

### 中国・四国
- 広島県民の森（庄原市西城町油木）
- 徳島県文化の森総合公園 県民の森（徳島市八万町向寺山）
- 高知県県民の森 工石山（高知市土佐山高川）

### 九州・沖縄
- 福岡県立四王寺県民の森（大野城市・太宰府市・宇美町）
- さが21世紀県民の森（佐賀市）
- ながさき県民の森（長崎市・西海市）
- 大分県県民の森（大分市・豊後大野市）
- 宮崎県ひなもり台県民ふれあいの森（小林市）
- 鹿児島県県民の森（姶良市北山）
- 沖縄県県民の森（国頭郡恩納村安冨祖）[6]